# Farkas Vince (mérnök)
Farkas Vince (Alsógöd, 1945. április 15. – 2023. október) magyar vízépítő mérnök, vállalatvezető.

## Élete
1963-ban érettségizett, majd a Budapesti Műszaki Egyetem Építőmérnöki Karán, vízépítő szakon diplomázott. Később, 1972-ben vízgazdálkodási szakmérnöki másoddiplomát is szerzett.
Pályáját a Mezőgazdasági és Élelmezésügyi Minisztérium Tisza-vidéki Mezőgazdaság-fejlesztési Irodájánál kezdte, ahol a Kiskörei vízlépcső és tározó hatásterületének mezőgazdasági vízgazdálkodás-fejlesztésével foglalkozott. Az irodán keresztül részt vett – konzulensként – az ENSZ-FAO magyarországi munkájában is, a gazdaságok vízgazdálkodásának fejlesztése területén.
1972-ben az Országos Vízügyi Hivatal Vízhasznosítási Önálló Osztályára került, ahol főelőadóként vízhasznosítási és vízrendezési feladatokat látott el, valamint koordinációs munkát végzett a vízügyi igazgatóságokkal kapcsolatban. Munkaköre ellátása mellett gyakorlatvezető oktatói megbízatásokat is vállalt a Műegyetemen és a Kertészeti Egyetemen.
1976-ban került a Duna-menti Regionális Vízmű Vállalathoz (DMRV), ahol előbb fejlesztési osztályvezetői, 1979-től 1991-ig igazgatóhelyettes főmérnöki, 1991-től megbízott igazgatói, 1993. április 1-től pedig vezérigazgatói munkakört töltött be. Vezetése alatt a DMRV minden évben eredményesen gazdálkodott, üzleti éveit nyereséggel zárta, pénzügyi helyzetét stabilan őrizte. Nevéhez köthető a regionális víziközmű-hálózat kiépítése és fejlesztése; a vállalat közmű-üzemeltetési szervezeteinek kialakítása, az üzemigazgatósági szervezetek létrehozása, a BNV-nagydíjas Advance klórozó kifejlesztése; a minőségirányítási rendszer bevezetése a vízügyi ágazaton belül, továbbá a felszín alatti vas-mangántalanítás bevezetése, valamint a Nyugat-Nógrád Vízmű Kft. megalakítása. Elévülhetetlen érdemeket szerzett a vállalat részvénytársasággá alakításában, valamint az új szervezet kialakításában, feladatainak az egyre fejlődő, növekvő szolgáltatási területen történő problémamentes ellátásában.

## Jelentősebb szakmai munkái
- A vállalat közmű-üzemeltetési szerveinek kialakítása, az üzemigazgatósági szervezetek létrehozása;

- a vízminőség-védelmi szervezet és ellenőrzési rendszer megszervezése, a partiszűrésű vízbázis-védelem WHO-projektmunkáinak irányítása;
- a hibaelhárítás- és hírközlésrendszer fejlesztése;
- a regionális vízműrendszerek megvalósítása, felszín alatti vas- és mangántalanítás bevezetése;
- vízméréstechnikai és áramlástechnikai diagnosztikai fejlesztések megvalósítása;
- előregyártott, utófeszített medenceépítések;
- a vállalati szaktechnikus- és szakmunkásképzési fejlesztés irányítása.

## Elismerései
Munkája elismeréseként Vásárhelyi Pál-díjjal tüntették ki; 2007-ben pedig Vác városa elismeréseként, a megtisztelő Pro Urbe díj kitüntetettje lett.